# Лінія A (Празький метрополітен)
Лінія A (чеськ. Linka A) є лінією Празького метрополітену. Хронологічно є другою лінією системи, вперше була відкрита в 1978, а найбільш розширена в 80-ті. На травень 2015 довжина становить 17.1 км та має у своєму складі 17 станцій.
Розширення можливе на захід - зі станції Дейвіцька до Петржіни, Мотолу та можливо до станції Злічін (Лінія B) чи до міжнародного аеропорту Рузинє (чеськ. Letiště Praha-Ruzyně). Зі сходу можливе розширення зі станції Страшніцька до залізничної станції Гостіварж (чеськ. Hostivař).
|  | «Дейвіцька» (чеськ. Dejvická) (кол. Ленінова чеськ. Leninova) | відкрита 12 серпня 1978                                |
|  | «Градчанська» (чеськ. Hradčanská)                             | відкрита 12 серпня 1978                                |
|  | «Малостранська» (чеськ. Malostranská)                         | відкрита 12 серпня 1978                                |
|  | «Староместська» (чеськ. Staroměstská)                         | відкрита 12 серпня 1978                                |
|  | «Мустек» (чеськ. Můstek) (пересадка на Лінію B)               | відкрита 12 серпня 1978, колонна, глубокого закладення |
|  | «Музеум» (чеськ. Muzeum) (пересадка на Лінію C)               | відкрита 12 серпня 1978                                |
|  | «Наместі Миру» (чеськ. Náměstí Míru)                          | відкрита 12 серпня 1978, пілонна, глубокого закладення |
|  | «Їржіго з Подєбрад» (чеськ. Jiřího z Poděbrad)                | відкрита 19 грудня 1980, пілонна, глубокого закладення |
|  | «Флора» (чеськ. Flora)                                        | відкрита 19 грудня 1980, пілонна, глубокого закладення |
|  | «Желівськего» (чеськ. Želivského)                             | відкрита 19 грудня 1980                                |
|  | «Страшніцька» (чеськ. Strašnická)                             | відкрита 11 липня 1987                                 |
|  | «Скалка» (чеськ. Skalka)                                      | відкрита 4 липня 1990                                  |
|  | «Депо Гостіварж» (чеськ. Depo Hostivař)                       | відкрита 26 травня 2006, наземна, крита                |

## Історія
| Ділянка  | Сегмент                   | Дата відкриття    | Довжина |
| -------- | ------------------------- | ----------------- | ------- |
| I.A      | Дейвіцька-Намєсті Міру    | Серпень 12, 1978  | 4.7 km  |
| II.A     | Намєсті Міру-Желівськего  | Грудень 19, 1980  | 2.7 km  |
| III.A/SH | Желівськего-Страшніцька   | Листопад 11, 1987 | 1.2 km  |
| SH       | Страшніцька-Скалка        | Листопад 4, 1990  | 1.3 km  |
| SH       | Скалка-Депо Гостіварж     | Травень 26, 2006  | 1.0 km  |
| V.A      | Дейвіцька-Немоцниці Мотол | Квітень 6, 2015   | 6.1 km  |
| Загалом: | 17 станцій                |                   | 17.1 km |